# Chamberlain Synergy Motorsport
Chamberlain Synergy Motorsport est une écurie de sport automobile britannique.

## Historique
En 2004, Chamberlain Synergy Motorsport engage deux TVR Tuscan T400R dans la catégorie GT aux 24 Heures du Mans ; les deux voiture terminent aux vingt-et-unième et vingt-deuxième rang du classement général.
En mars 2005, l'écurie teste sa Lola B05/40 récemment acquise sur le circuit de Snetterton, en vue d'une participation aux Le Mans Endurance Series, dont la première manche sont les 1 000 kilomètres de Spa.
En 2008, l'écurie participe à nouveau aux 24 Heures du Mans avec une Lola B06/10 motorisée par AER. la Lola est pilotée par Bob Berridge, Amanda Stretton et Gareth Evans. La participation se solde par un abandon sur problème moteur,.